# Le Bono
Le Bono (en bretón Ar Bonoù) es una población y comuna francesa, situada en la región de Bretaña, departamento de Morbihan, en el distrito de Lorient y cantón de Auray.

## Historia
La comuna se denominó Bono hasta el 31 de diciembre de 2022.

## Demografía
| 1622 | 1555 | 1561 | 1633 | 1747 | 1859 |
| Para los censos de 1962 a 1999 la población legal corresponde a la población sin duplicidades (Fuente: INSEE [Consultar]) |      |      |      |      |      |